# フランシスコ・アキラ
フランシスコ・アキラ（Francesco Akira、1999年11月12日 - ）は、イタリアの男性プロレスラー。ロンバルディア州ベルガモ出身。新日本プロレス所属。

## 経歴

### デビュー - 全日本プロレス
2015年8月29日にICWでデビュー。
2019年2月、TAJIRIの推薦により、全日本プロレスのジュニアリーグ戦「Jr. BATTLE OF GLORY」に出場するため初来日。7月、「Jr. TAG BATTLE OF GLORY」に大森北斗とのタッグで出場するため再来日を果たす。以後は日本で生活し全日本プロレスの道場に住み込みつつ、シリーズにフル参戦している。
2020年2月11日、後楽園ホール大会にて横須賀ススムの保持する世界ジュニアヘビー級王座に初挑戦するも敗北。4月30日、無観客で行われたテレビマッチにおいて、宮本裕向&木高イサミ組が保持するアジアタッグ王座に宮原健斗とのコンビで初挑戦したが、奮闘むなしくアキラが敗れた。しかし奮戦が認められ、宮原、黒潮"イケメン"二郎、ライジングHAYATOとユニット「ケントとイケメンとアキラとハヤトの大冒険」を結成。10月24日、HAYATOと組んでゼウス&イザナギ組が保持するアジアタッグに再び挑むも、敗北を喫した。
2021年6月3日、トーナメント形式で開催されたJr. BATTLE OF GLORYに初優勝し世界ジュニアへの挑戦を表明。同月26日大田区総合体育館大会、王者の岩本煌史に挑み、岩本から勝利を飾ってイタリア人初の世界ジュニア王者に輝いた。しかし、SUGIとの初防衛戦に敗れ失冠。アキラも9月16日の試合を以てイタリアに帰国した。

### 新日本プロレス
2022年4月9日、新日本プロレス両国国技館大会にてウィル・オスプレイが率いるUNITED EMPIREの新たなメンバーとしてアキラが登場、BEST OF THE SUPER Jr.参戦を宣言した。
6月20日、TJPとのタッグでIWGPジュニアタッグ王座を奪取。
11月4日、TJPとのタッグでSUPER Jr. TAG LEAGUEを優勝。

## 人物・エピソード
- 「アキラ」は本名で、親日家の母に付けられたもの。母曰く、黒澤明が監督した映画が好きで、その名前の意味も気に入っていたことが理由だという[11]。母は剣道の経験者で、日本の漫画好きでもある[12]。
- 全日本プロレスTVが2020年6月9日に公開した、道場のドキュメンタリー映像「This is ALL JAPAN DOJO」では、アキラへの密着を通して道場の一日が紹介されている[13]。

## 得意技
ファイヤーボール
UNITED EMPIRE加入後のアキラのフィニッシャー。
ハーフダウン状態の相手に対し、背後から走り込んでジャンプと同時に突き上げた両膝を後頭部に叩き込むダブル・ニー。
ウルティモ・ジロ
変形フェイス・バスター。
ターンオーバー式パイルドライバーの形で相手を逆さまに担ぎ上げ、右側に体を捻り反動をつけて相手の体を水平に旋回させて開脚ジャンプし、両足の間に相手を顔面からマットに落下させる。技名は、イタリア語で「最終ラウンド」の意味から。
ファイヤー・プレックス
タイガー・スープレックスの形で相手をリフトアップさせ、相手を浮かしてジャーマン・スープレックスの体勢に抱え直してから反り投げる2段式の変形スープレックス技。
スピードファイヤー
変形フェイス・バスター。
相手の頭部を自身の右脇下に抱えながらシングル・アンダーフックで相手の左腕を捕らえ、そのまま勢いよく前方回転して巻き込んだ相手の体。360°錐揉み回転させながら相手の顔面をマットに打ちつける。コークスクリュー式変形フェイス・バスター。
ブリュッタ・ファッチャ
相手をリングに背を向けた状態でコーナーのセカンドロープに立たせ、股の間から首を捉えて後頭部をターンバックルに密着させるように固定し、上下逆さまとなった相手の顔面にトラース・キックを放つ。ウィル・オスプレイが使用するチーキー・ナンドス・キックと同型。
ファイヤー・ボム'99
変形ヨシタニック。
相手の左腕をラ・マヒストラルの形で絡み取り、前屈みとなった相手の胴を左手で抱え込みながら一旦上体を反らして勢いよく体を360°前方回転し、後ろにひっくり返った相手を背中からマットに叩きつけてフォールを奪う。
Yutaka
スプリングボード・コークスクリュー・カッター。相手に背を向けて自らロープに走り、セカンドロープに飛び乗ってジャンプと同時に錐揉み回転を加えながら相手の頭部に飛びつき、顔面からマットに叩きつける。技名はアキラの実弟の名前に由来。
ローリングDDT
ムーンサルトプレス
延髄斬り
ダブル・ニー
アキラ・スー
不知火と同型。

### 合体技
ザ・リーニング・タワー
TJP&フランシスコ・アキラの連携技。
TJPが相手を肩車で担ぎ上げ、アキラがコーナー最上段からジャンプして頭部に飛びつき、そのまま落下してマットに叩きつける合体式Yutaka。
技名は「傾いた塔」という意味であり、アキラの母国イタリアにあるピサの斜塔を表しているという。
2/2
TJPとアキラが対角のコーナーに分かれ、リング中央の相手の頭の前後にランニングニーパットを撃ち込む。

## タイトル歴
新日本プロレス
- IWGPジュニアタッグ王座（第70、72、74代）（パートナーはTJP）
- SUPER Jr. TAG LEAGUE優勝（2023年）（パートナーはTJP）

全日本プロレス
- 世界ジュニアヘビー級王座（第56代）
- Jr. BATTLE OF GLORY優勝（2021年）

ICW
- ICWタッグ王座

RSW
- Rising Sun王座

ASCA
- ASCAタッグ王座

## 入場テーマ曲
- Come With Me Now – Kongos